# Pusztaityúk-alakúak

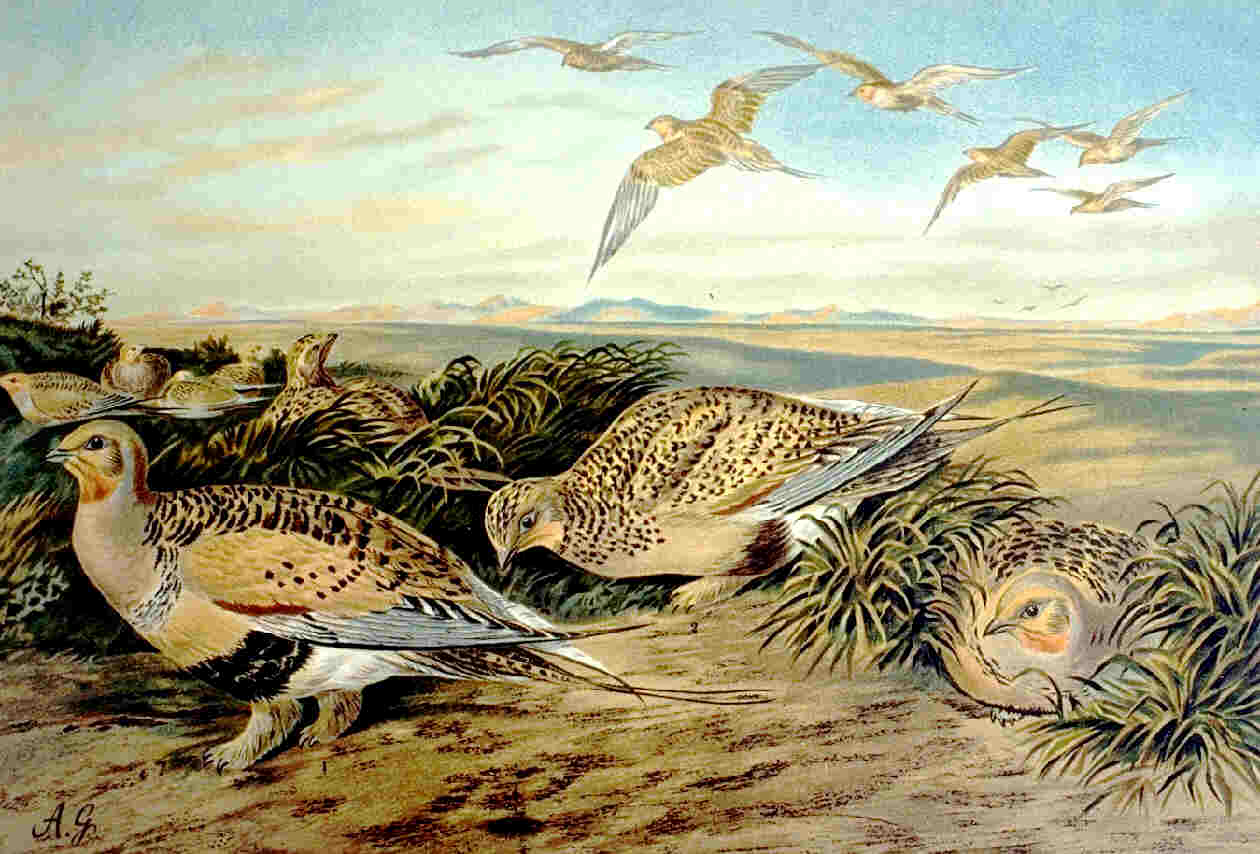
Talpastyúk (Syrrhaptes paradoxus)

A pusztaityúk-alakúak (Pteroclidiformes) a madarak (Aves) osztályának egyik rendje, melybe csak egyetlen egy család, a pusztaityúkfélék (Pteroclididae) tartozik.

## Előfordulásuk
A pusztaityúkfélék Dél-Franciaországban és Spanyolországban, Ázsia déli részétől Mongóliáig, a Góbi-sivatagig és Indiáig, valamint Afrika kiterjedt részein és Madagaszkáron megtalálható. A pusztaityúkfélék a forró félsivatagokat kedvelik. A fajok többsége nincs veszélyben. Az ember közelségében élő fajokat azonban intenzíven vadásszák, így a két európai faj mára veszélyeztetetté vált.

## Megjelenésük
A pusztaityúkfélék hossza fajtól függően 24-41 centiméter, szárnyfesztávolsága 48-78 centiméter és testtömege 175–300 gramm között van. A tojó kicsit kisebb, mint a hím. Testalkatuk galambszerű. Tollazatuk rejtőszínű, szárnyuk hosszú és hegyes, farkuk ék alakú. Lábuk rövid, mellső oldala tollakkal borított. A hím hasi tollazatában nagy mennyiségű folyadékot tud elraktározni, aminek a fiókák itatásakor van nagy jelentősége. Lábukon talppárnák vannak, mivel napközben a sivatag homokja 60-80 C° is lehet.

## Életmódjuk
A pusztaityúkfélék társas madarak. Gyakran ezernél is több madárból álló rajok is kialakulnak. Táplálékuk szinte kizárólag magvakból áll, de elvétve fogyasztanak bogyókat és rovarokat is. A sivatagban, ha inni akar, sokat kell repülnie. Nem szokatlan, ha vízlelőhely és fészek közötti távolság 40–50 km.

## Szaporodásuk
Az ivarérettséget egyéves korban érik el. A költési időszak áprilistól júliusig tart. Fészkét a homokba vájt üregbe rakja. A fészekalj 2-3, olykor 4 vörösesbarna pettyes tojásból áll. Kiköltésükben mindkét szülő részt vesz. A tojó nappal költ, a hím ilyenkor eteti őt. Éjszaka a hím ül a tojásokon. Ha ragadozó közeledik, azzal terelik el a figyelmét a fészekről és a tojásokról, hogy sebesültnek tettetik magukat. A kotlás 21-23 napig tart. Amikor a tojásokból a fiókák kikelnek, a hím vizet hord a nősténynek és a fiókáknak. A hímek rajban repülnek és a víztől kicsit távolabb szállnak le, 5-10 percig figyelnek. Amikor tiszta a levegő, a víz szélére repülnek. Belegázolnak, bemerítik a csőrüket és addig szívják magukba a vizet, amíg "fel nincsenek tankolva". A hímnek naponta kétszer kell fordulni. A fiatal madarak 3-5 hét múlva válnak röpképessé.

## Rendszerezés
A pusztaityúkalakúak rendjébe egyedül a pusztaityúkfélék családja tartozik, amely az alábbi nemeket és fajokat foglalja magában:
- Syrrhaptes (Illiger, 1811) – 2 faj
  - tibeti talpastyúk (Syrrhaptes tibetanus)
  - talpastyúk (Syrrhaptes paradoxus)

- Pterocles (Temminck, 1815) – 14 faj
  - feketehasú pusztaityúk (Pterocles orientalis)
  - fehérbegyű pusztaityúk (Pterocles decoratus)
  - pettyes pusztaityúk (Pterocles burchelli)
  - barnahasú pusztaityúk (Pterocles exustus)
  - koronás pusztaityúk (Pterocles coronatus)
  - kétöves pusztaityúk (Pterocles bicinctus)
  - négyöves pusztaityúk (Pterocles quadricinctus)
  - csíkos pusztaityúk (Pterocles lichtensteinii)
  - álarcos pusztaityúk vagy madagaszkári pusztaityúk (Pterocles personatus)
  - kalahári pusztaityúk (Pterocles namaqua)
  - indiai pusztaityúk (Pterocles indicus)
  - nyílfarkú pusztaityúk (Pterocles alchata)
  - sivatagi pusztaityúk (Pterocles senegallus)
  - sárgatorkú pusztaityúk (Pterocles gutturalis)

|  |